# Metacyclops geltrudeae
Metacyclops geltrudeae – gatunek widłonoga z rodziny Cyclopidae. Nazwa naukowa tego gatunku skorupiaków została opublikowana w 1994 roku przez zespół zoologów w składzie: Giuseppe Lucio Pesce i Diana Paola Galassi.